# Pietro Rinaldi
Pietro Rinaldi (Roma, 26 marzo 1972) è un ex pallavolista italiano.

## Carriera
La carriera di Pietro Rinaldi inizia nelle giovanili della CSC Ovest Roma, con cui partecipa anche a un campionato di Serie B1. Esordisce tra i professionisti come schiacciatore nella S.S. Lazio Pallavolo, con cui ottiene una promozione in Serie A1 nel campionato 1991-92. Negli anni successivi viene ingaggiato prima dal Porto Ravenna Volley, con cui vince una Coppa dei Campioni e una Supercoppa europea, poi dalla Pallavolo Parma, con cui vince una Coppa CEV. Esordisce in nazionale il 21 aprile 1993 a Bonn, contro l'Australia. Nel 1994, in azzurro, vince una World League.
Nella stagione 1995-96 si trasferisce alla 4 Torri Ferrara, in Serie A2, con cui ottiene la promozione in Serie A1, categoria in cui gioca anche con la Pallavolo Brescia nell'annata 1996-97, prima del ritorno a Ravenna e del trasferimento, nel 1999-00, al Volley Forlì. Nel 2001-02 viene ingaggiato dal Piemonte Volley, ricoprendo per la prima volta il ruolo di libero: con il team piemontese vince una Coppa CEV, una Supercoppa italiana e una Coppa Italia. Nel 2003 si trasferisce alla Top Volley di Latina, prima di passare alla Gabeca Pallavolo e, nella stagione 2007-08, alla Pallavolo Modena, con cui ottiene il suo ultimo trofeo, la Challange Cup. Chiude la carriera alla Pallavolo Piacenza.

## Palmarès
- Coppa Italia: 1

2001-02
- Supercoppa italiana: 1

2003
- Coppa dei Campioni: 1

1993-94
- Coppa CEV: 2

1994-95, 2001-02
- Challenge Cup: 1

2007-08
- Supercoppa europea: 1

1993